# Petrolisthes columbiensis
Petrolisthes columbiensis is een tienpotigensoort uit de familie van de Porcellanidae. De wetenschappelijke naam van de soort is voor het eerst geldig gepubliceerd in 1983 door Werding.